# Lo Puèg de l'Avesque
Lo Puèg de l'Avesque (en francès Puy-l'Évêque) és un municipi francès situat al departament de l'Òlt i a la regió d'Occitània.
El municipi té lo Puèg de l'Avesque com a capital administrativa, i també compta amb els agregats de lo Cairon, lo Cengle, Issudèl, Maus, la Geriá, Corbenac, l'Ameliá, las Condaminas, lo Segalar, Sèlvas, Casas, Viladiá, Martinhac, Lopiac i lo Cau de Lopiac.

## Demografia
| 1962                                       | 1968  | 1975  | 1982  | 1990  | 1999  | 2006  |
| ------------------------------------------ | ----- | ----- | ----- | ----- | ----- | ----- |
| 2.147                                      | 2.261 | 2.353 | 2.302 | 2.209 | 2.159 | 2.178 |
| Des de 1962: població sense dobles comptes |       |       |       |       |       |       |

## Administració
| Període   | Identitat    | Partit |
| --------- | ------------ | ------ |
| 2003-2008 | Guy Sudrie   |        |
| 2008-     | Serge Guèrin |        |